# یوچیندا، ایشیکوا
یوچیندا، ایشیکوا (به Latin (disambiguation): Uchinada, Ishikawa) یک سکونتگاه مسکونی در Japan است که در Kahoku District واقع شده‌است.

## خصوصیات
یوچیندا ۲۰٫۳۸ کیلومترمربع مساحت و ۲۶٬۷۸۷ نفر جمعیت دارد و ۲۰ متر بالاتر از سطح دریا واقع شده‌است.

## خواهرخوانده
شهر Wujiang District خواهرخواندهٔ یوچیندا، ایشیکوا هست.